# El Soler de Clariana
El Soler de Clariana és una masia de Clariana de Cardener (Solsonès) inclosa a l'Inventari del Patrimoni Arquitectònic de Catalunya.

## Situació
La masia es troba a la part central-est del terme municipal, al nord del nucli de Clariana. Presideix, junt amb la masia de Garrigó, els extensos camps de conreu de les carenes del marge esquerre del Cardener, entre la rasa del Soler i la de Garrigó. A uns 400 metres a llevant de la masia es troba la capella romànica de Santa Maria del Soler.
S'hi va des de la carretera de Manresa (C-55). Al nucli de Clariana (41° 56′ 04″ N, 1° 37′ 26″ E / 41.934424°N,1.623930°E) es pren la carretera asfaltada direcció "Canet - Garrigó - Soler" que, en direcció nord, baixa a trobar el riu. Als 1,7 km. es passa pel pont del Molí de Canet, es creuen les cases de Canet i es puja als plans on trobem primerament Garrigó i després, als 3,4 km, el Soler. Està ben senyalitzat.

## Descripció

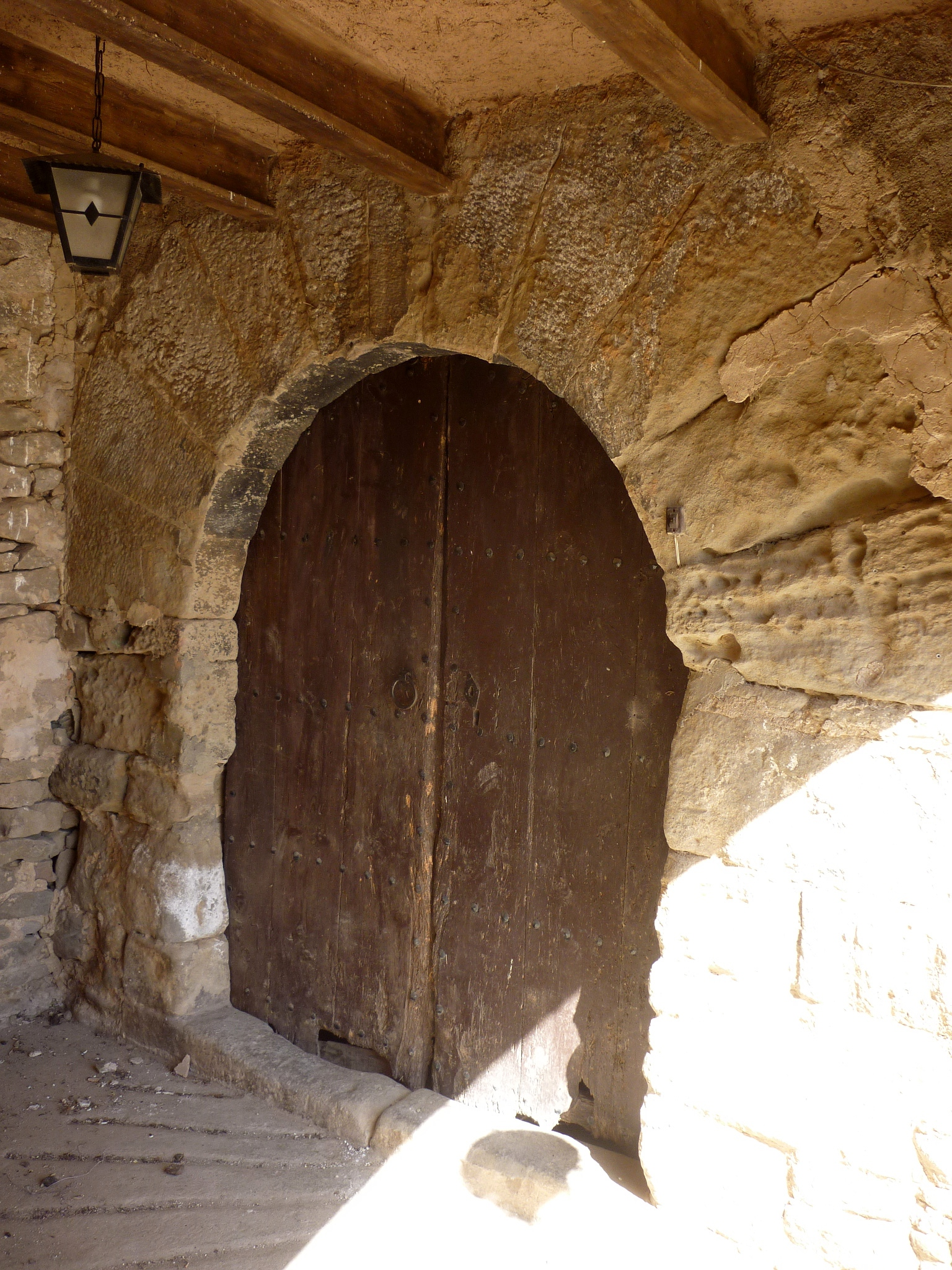
Portal

Masia de planta rectangular i teulada a dos vessants. Orientada d'oest a est, de planta baixa i dos pisos. Té la façana principal a la cara sud, amb porta d'arc de mig punt adovellada. Adossada a la cara sud i amb orientació nord-sud hi ha una edificació de planta rectangular que comunica per la part superior, interiorment, amb la casa. Una gran arcada dona pas a la porta principal i, damunt de l'arcada, hi ha una petita espitllera allindada.
El parament és de carreus irregulars excepte a les cantonades que són de pedra picada i tallada. En la cara est, s'hi veuen algunes restes, molt deteriorades, d'opus spicatum.
Adossat a la cara est hi ha un cobert de construcció posterior.